# Yuan Executiu

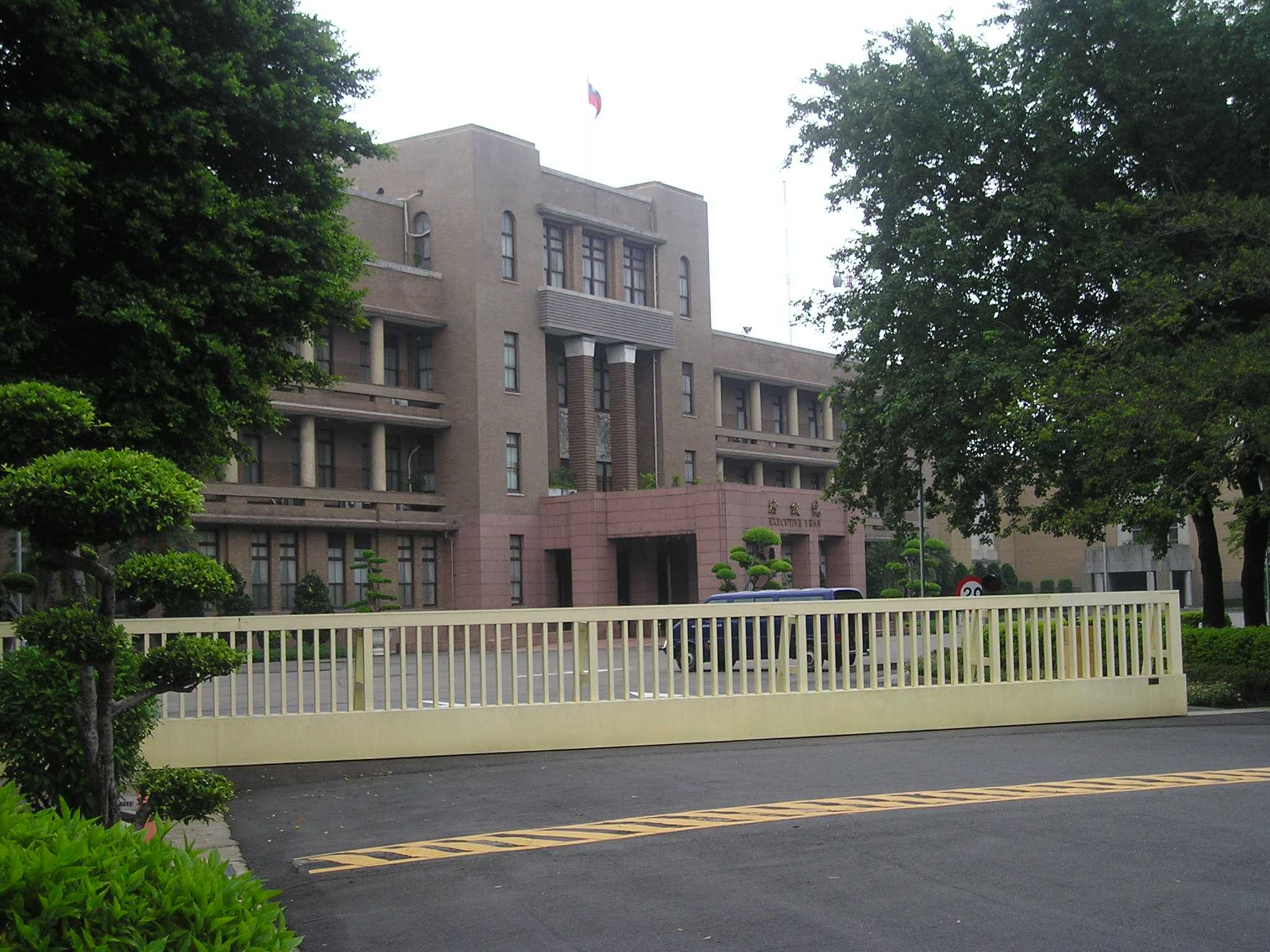
Edifici del Yuan Executiu

El Yuan Executiu (xinès tradicional:行政院, pinyin: Xíngzhèng Yuan, literalment "Cort executiva") és la branca executiva del govern de la República de la Xina.